# 彰武站
彰武站是一个大郑铁路及新通客运专线上的铁路车站，位于辽宁省阜新市彰武县彰武镇，建于1927年，目前为二等站，邮政编码为123200。目前客运：办理旅客乘降；行李、包裹托运；货运：办理整车、零担、集装箱货物发到；办理整车货物承运前保管。2012年10月22日新站房启用。

## 車站周邊
- 彰武县第三小学
- 晶都宾馆
- 金凯龙商务宾馆
- 天安旅店
- 亚都快捷旅馆
- 彰武县国税局
- 中国邮政储蓄银行西环路邮政储蓄
- 彰武县服务业局

## 歷史
- 建于1927年。
- 2012年10月22日新站房启用。